# Hedeboegnen
Hedeboegnen eller blot Heden betegner trekantområdet mellem København, Roskilde og Køge. Navnet refererer til, at området var skovløst i en periode, hvor det meste af Danmark var skovklædt. Området er frugtbart. Det siges afgrænset af Køge Å i syd og Værebro Å i nord, mens grænsen mod øst og vest knytter sig til byernes placering og udstrækning; egnen er ikke  skarpt afgrænset. Det er kulturhistorisk et regionalt landbosamfund, der er påvirket af at være opland til landets hovedstad.
Hedebosyning stammer fra denne egn.